# مهرجان الفنون في مراكش

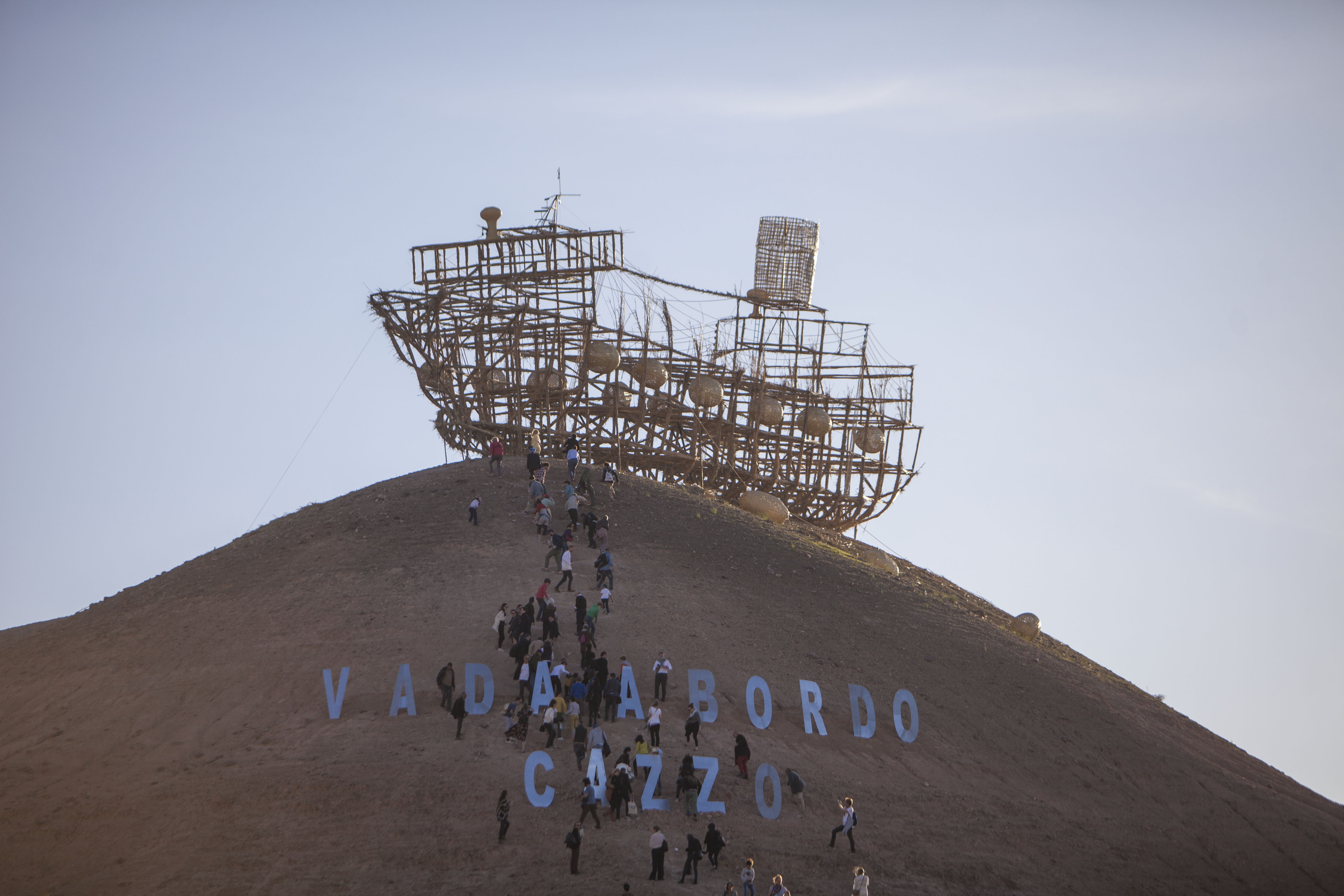
صورة لبناء هندسي لـ(ألكسندر بونوماريف)-المهرجان الخامس للفنون في مراكش

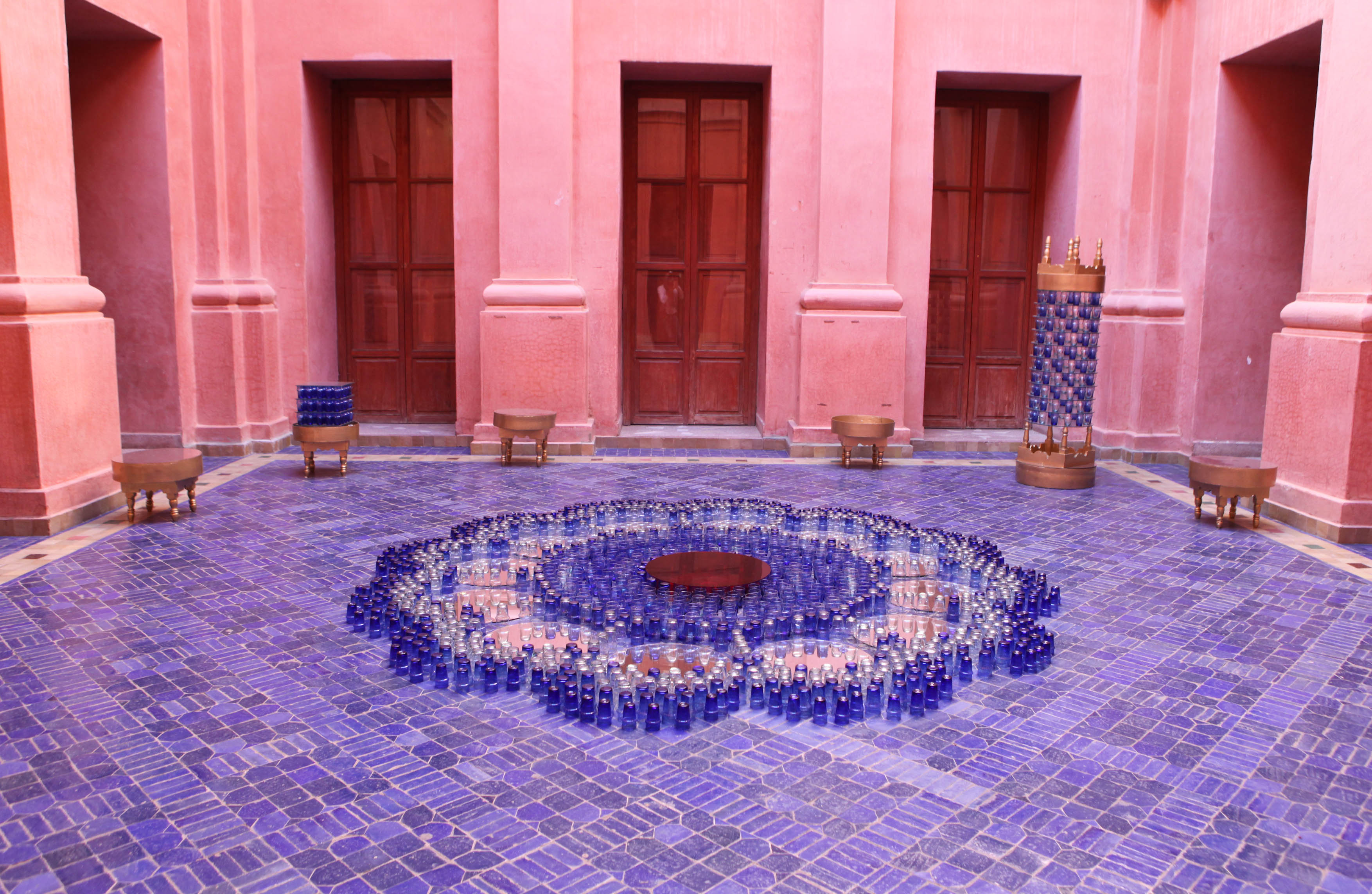
فن للفنان فوزي لعتيريس بالمهرجان الرابع للفنون في مراكش.

افتُتح مهرجان الفنون في مراكش لأول مرة في أيلول / سبتمبر 2005. ووفقا لتغطية وسائل الإعلام للحدث، فهو بمثابة مهرجان مراكش الدولي للفنون والأدب. يُقام المهرجان كل سنتين. من المشاركين والضيوف الذين حضروا سنة 2005، جلة من الموسيقيين الصوفين المغاربة والأجانب مثل: Alan Yentob، Annie Lennox ،Richard Branson، سعدي يوسف، Charbel Dagher ومحمد بنيس. وهذا المهرجان يدخل في نطاق «البريستيج» الفني، وأنه طريقة للتعريف بمؤهلات البلاد وما تزخر به سياحيا، الأمر الذي يفسر مجيء مخرجين عالميين للمغرب لتصوير أفلامهم لإعجابهم بالمناظر الطبيعية الجميلة للبلاد.

## النسخة الأولى (2005)
افتتح مهرجان الفنوه في مراكش في متحف مراكش. تم عرض هذه المجموعة المكونة من 100 عمل من الفن المعاصر – اشتُريت لاحقًا من قبل فانيسا برانسون وبرو أوداي كمنسقين لمجموعة مقرها لندن – لأول مرة على الإطلاق في AiM. لم يتم تجميع المجموعة كاستثمار، ولكن كمنصة للاكتشاف ووسيلة لدعم الفنانين الشباب. كان هناك 64 فنانًا يمثلون 17 دولة في المجموعة وتضمنت أعمالًا لفنانين مثل سارة لوكاس وغرايسون بيري وجيك ودينوس تشابمان وتريسي أمين وجافين تورك. تم تنظيم البرنامج الأدبي من قبل بابلو جانجولي، وتضمَّنت أبرز الأحداث حلقة نقاش حول مستقبل اللغة الإنجليزية والأدب وكيف يمكن لوسائل الإعلام أن تلعب دورًا رئيسيًا في الترويج لها، برئاسة جوردي جريج مع المؤلف حنيف قريشي وألكسندرا برينجل وبيتر فلورنس وسيمون بروسر وإيكو إشون وإستير فرويد وأنتوني غورملي وآني لينوكس وهاري كونزرو؛ ومؤتمر حول أهمية ترجمة الأدب والشعر العربي في العالم الغربي ومناقشة حول حالة الأدب العربي شارك فيه أحمد المديني وربيع مبارك وسوزانا نيكلين ووسيني لراج والطيب صلاح ومحي بنبين.

## النسخة الثانية (2007)
جمع مهرجان 2007 الكتاب والمخرجين والفنانين المشهورين من جميع أنحاء المغرب والعالم معًا في منتدى ثري للنقاش والتعاون. نما في عدد المشاركين والحضور ونسقته كلير أزوغاره. كان معرض الفنون البصرية الرئيسي للتصوير الفوتوغرافي الجنوب أفريقي بالإضافة إلى مشروع L'appartement 22 برعاية عبد الله كروم. وشملت الأماكن متحف مراكش، ومدرسة ESAV السينمائية، والمسرح الملكي، ورياض الفن، ورياض ماجي، وقصور أغافاي.
المشاركون
ياسين عدنان، جيمس ديردن، فوزي بنسعيدي، والتر لاسالي، ديبورا موغاش، سوسان ديهيم، فريدة بن لازيد، جوزدي بيبر، جون بورمان، روث تشارني، سارة كيرتس، ويليام دالريمبل، روس دوجلاس، إدمون المالح، حميد فردجد، ديفيد جولدبلات، ريتشارد. جرانت، محسن حميد، سالي هامبسون، كريستوفر هامبتون، ريتشارد هورويتز، بيتر هوغو، هاري كونزرو، نيك لايرد، سانتو موفوكين، دانيال موردن، زويليثو مثثوا، زانيل موهولي، سام نيف، مارك بيبلو، سيمون بروسر، غابرييل رينج، طاهر شاه، هارديب سينغ كوهلي، زادي سميث، إيان سوفتلي، ميخائيل سوبوتسكي، جاي تيليم، نونتسيكيللو فيليكو، آلان ينتوب.

## النسخة الثالثة (2009)
تم إطلاق النسخة الثالثة من مهرجان الفنون في مراكش لعام 2009 من إخراج فانيسا برانسون وتنسيقها كلير أزوغار في تشرين الثاني/نوفمبر 2009. أُقيم معرض الفنون البصرية الرئيسي تحتَ عنوان «اقتراح لتوضيح الأعمال والأماكن» برعاية عبد الله كروم، وعقد في قصر الباهية. عرض المعرض أعمال فرانسيس أليس ، وإيتو برادة، ولوردانا لونغو، وبتول السحيمي، وغيرها الكثير. وشملت الأحداث الأخرى جوليان فيسيرا ولوران بب. شهد المهرجان إخراج فيلم قصص النظام والفوضى التي وضعت رواة القصص في سيارات الأجرة في جميع أنحاء المدينة، كما عُرض سكتش غاليري لندن برعاية فيكتوريا بروكس وجايلز راوند ومارك آرييل والر اشتروا مشروعهم «'Taverna Especial إلى رياض قديم في المدينة». ومن بين الحضور أيضًا مرشح تيرنر إسحاق جوليان، والمدير التنفيذي للفنون في تلفزيون بي بي سي آلان ينتوب، والمخرج المغربي فوزي بن ساعيدي، والممثلة كيم كاترال والفنان والمخرج جوليان شنابل، الذي شارك في العديد من المناقشات والمناقشات المختلفة في أماكن مثل مدرسة ESAV للأفلام. ورياض الفن وقصور أغافاي.
المشاركون
عادل عبد الصمد، بني عبيدي، ياسين عدنان، مارك إريال والر، صوفيا أغيار، مصطفى أكريم، صبحي الزبيدي، فرانسيس أليس، نور الدين أمير، أليس أندرسون، يونس بابا علي، رافاييلا باركر، يطو بردى، ماري لويز بيلعربي، فوزي بنسعيدي، رشيد بنزين، لوران ب. برجر، عمر برادة، كاترين بورمان، جون بورمان، فرانك براجيغان، فيكتوريا بروكس، فرانسوا بوشر، كيم كاترال، تشو ديلات؟، توماس كولاكو، ستيوارت كومر، كلوديا كريستوفاو، شيزاد داود، سناء العجي، أحمد المعنوني، نينا إسبر، تشارلز إيش، باتريشيا إسكيفياس، حميد فردجد، سيموس فاريل، إريك فيلنر، جيمس فينتون، جوليان فيسيرا، بيدرو جوميز-إيجانا، جوانا هادجيثوماس، ليلى حفيان، سالي هامبسون، ماريوس هانسن، جون هيلكوت، شروق حريش، فدوى الإصلاح، إسحاق جوليان، عبد الله كروم، بشرى خليلي، حسن خان، جويونغ لي، ريبيكا لينكيويتش لوريدانا لونغو، برنارد ماركادي، جيمس مارش، مراد فنسنت ميليلي، داني موينيهان، مارك ناش، هايدي نيكولايسن، أوتوبونج نكانجا، كريستينا نورمان، أندرو أوهاغان، إليانور أوكيفي، بشرى أويزجان، كاثرين بونسين، بيري بورتابيلا، ألكسندرا برينجل، يونس رحمون، خوسيه روكا، جيلز راوند، رشا سلتي، جيروم شلوموف، جوليان شنابل، وائل شوقي، هارديب سينغ-كوهلي، كاثرين سميث، أهداف سويف، آنا ستيجر، آن سفير كارلسن، عبد الله تاوا، ناوكو تاكاهاشي، باربرا ترابيدو، جوستين ترييت، دي جي يو سيف، نونتسيكيلو فيليكو أون والش، جيمس ويب، آلان ينتوب، هشام زمان، جون زاروبيل.

## النسخة الرابعة (2012)

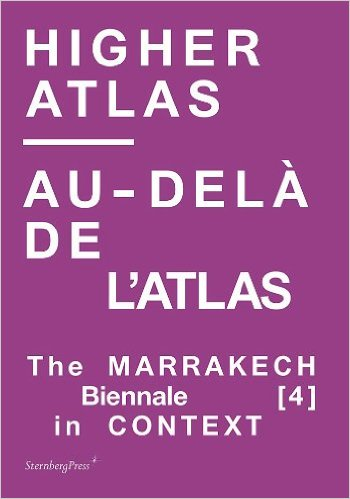
مهرجان الفنون في مراكش - الأطلس الكبير

افتُتحت النسخة الرابعة من مهرجان الفنون في مراكش في 29 شباط/فبراير ونسقتها جيسيكا بانيستر. كان عنوان الافتتاح على مدار 5 أيام بعنوان «استسلام»، وتضمن عروض ومناظرات وحوارات وعروض بالإضافة إلى افتتاح معرض الفنون البصرية الرئيسي في 1 آذار/مارس. الأطلس الأعلى، كان معرض كبير برعاية الدكتور نديم السمان وكارسون تشان حيث أقيم في المسرح الملكي وصهاريج الكتبية وبنك المغرب وسيبر بارك عرصة مولاي عبد السلام ودار المأمون في مراكش (1 مارس - 3 يونيو 2012). عالية توحي بالخيال والسمو. يقترح الأطلس الأعلى رسم خرائط لما وراء ذلك. كانت جميع الأعمال عبارة عن لجان جديدة خاصة بالموقع، تم تصميمها وإنشاؤها في الموقع مع الحرفيين والمصنعين المحليين. عُرض أكثر من ثلاثين من الفنانين والمهندسين المعماريين والكتاب والموسيقيين والملحنين أعمالهم، بما في ذلك كارثيك بانديان وجوليانا سيركيرا لييت وجيرغوين مايير وأندرو رانفيل وفيلكس كيسلنيج وفينبورغي بيترسون وتورنر برايز الذي رشح روجر هيورنز. سعى المعرض إلى الدخول في حوار موسع مع المدينة.
المشاركون
فئة الفنون البصرية

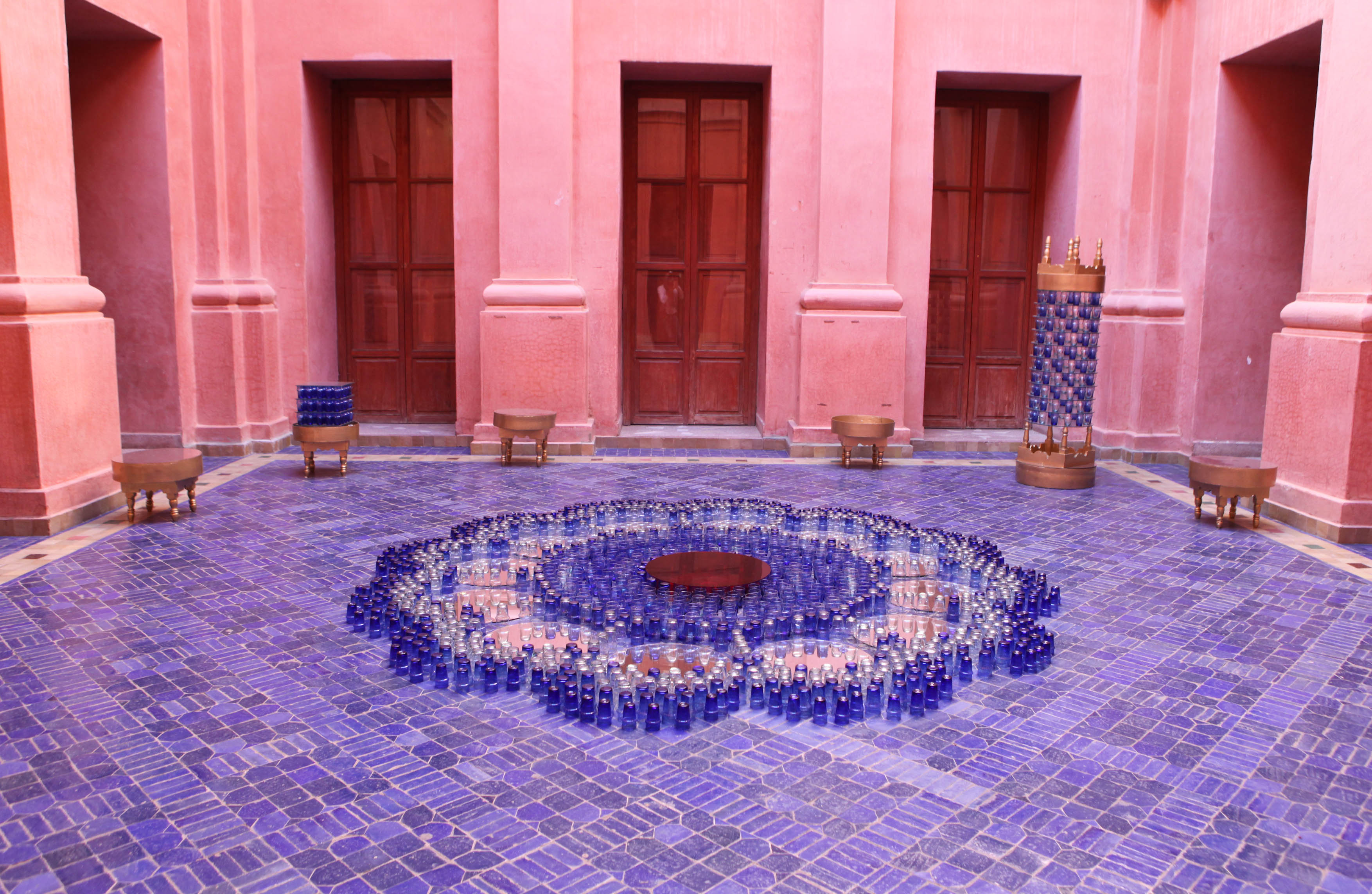
فن فوزي العتيريس للدورة الرابعة لبينالي مراكش. الائتمان: rvwienskowski

ألكساندرا دومانوفيتش، أنري سالا، أليكس شويدر لا وخديجة كارول لا، ألكسندر بونوماريف، أندرو رانفيل، باركو ليبينغر : فرانك باركو وريجين ليبنجر، مهندس المشروع: جوستاف دوسينج، كريستوفر مايو، كوكو روزي (بيانكا كاسادي، سييرا كاسادي)، إلين، هانتير إيثان هايز-شوت، إيفا جروبنجر، فوزي لعتيريس، فيليكس كيسلينج، فينبوجي بيتورسون، فلوريان ومايكل كويستربير، جدعون لويس كراوس، هادلي + ماكسويل، حسن دارسي، جو كلارك، جون ناش، جوليانا سيركويرا لايت، يورجن ماير هـ. Pandian، Katarzyna Przezwańska، Katia Kameli، Leung Chi Wo، Luca Pozzi، Matthew Stone & Phoebe Collings-James، Megumi Matsubara، Pascale Marthine Tayou، Roger Hiorns، Sinta Werner، Sophie Erlund، Tue Greenfort، Younes Baba-Ali.
فئة الأفلام
آلان ينتوب، أنتوني هورويتز، دومينيك ويست، فوزي بنسعيدي، هشام لارسي، جيل جرين، كيفن ماكدونالد، لمياء الشريبي، لبنى عزبال، مايكل سوفجنير، محمد بكريم، ماثيو بانيستر، نرجس نجار، سوزي جيليت.
فئة الكتاب
عبد الرحيم الخصار، علي بن مخلوف، أنطوني هورويتز، بن أوكري، كميل دي توليدو، إدريس كسيكس، جيف داير، لطيفة باقة، عمر برادة، بانكاج ميشرا، ربيعة ريحان، ريان مالان، زاهية رحماني.

## النسخة الخامسة (2014)

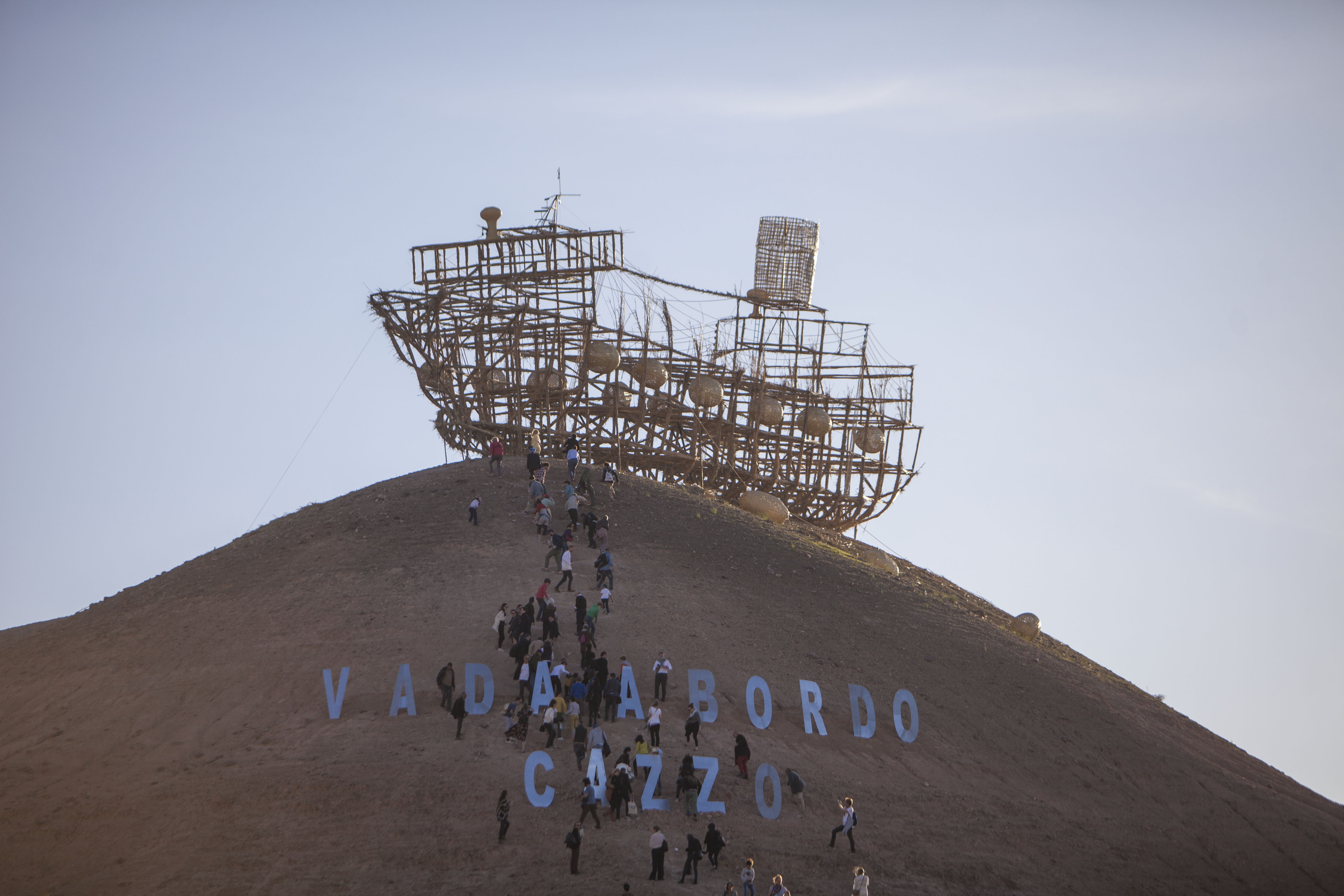
صوت في البرية لبينالي مراكش 5

انعقدت الدورة الخامسة لمهرجان الفنون في مراكش في الفترة من 28 شباط/فبراير إلى 30 آذار/مارس 2014 تحت رعاية ملك المغرب محمد السادس. حضر المهرجان أكثر من 450 فنانًا بما في ذلك أكثر من 100 فنان مغربي، وزاره أكثر من 30,000 شخص. وقد حشدت النسخة أكثر من 80 راعًا وراعيًا ودعت أكثر من 150 صحفيًا ومحترفًا دوليًا ووطنيًا. بفضل برنامج مكثف، بالإضافة إلى جودة الفنانين والتغطية الإعلامية، تم تصنيف الحدث بين أفضل 20 بيناليًا في العالم.
الفنون البصرية
المنسق: هشام الخالدي استدعى المعرض الذي نظمه هشام الخالدي 43 فنانا من المغرب وعدة دول أخرى. كانت الغالبية العظمى من الأعمال الفنية خاصة بالموقع. وتم إنتاجها واستلهامها من سياق مراكش. انتشرت القطع الفنية بين أماكن قصر البادي في القرن السادس عشر، دار سي سعيد، الذي يضم متحف الفنون المغربية، بنك المغرب السابق في وسط ساحة جامع الفنا - هذه الساحة هي قلب نابض مدينة مراكش، وقد تم تعريفها من قبل اليونسكو على أنها تحفة من التراث الشفهي وغير المادي للبشرية - ومبنى فريد من نوعه على طراز فن الآرت ديكو في منطقة كيليز يسمى لبلاسا. والتي أصبحت الآن المقر الرئيسي للنسخة السادسة من متحف الفنون في مراكش 2016.

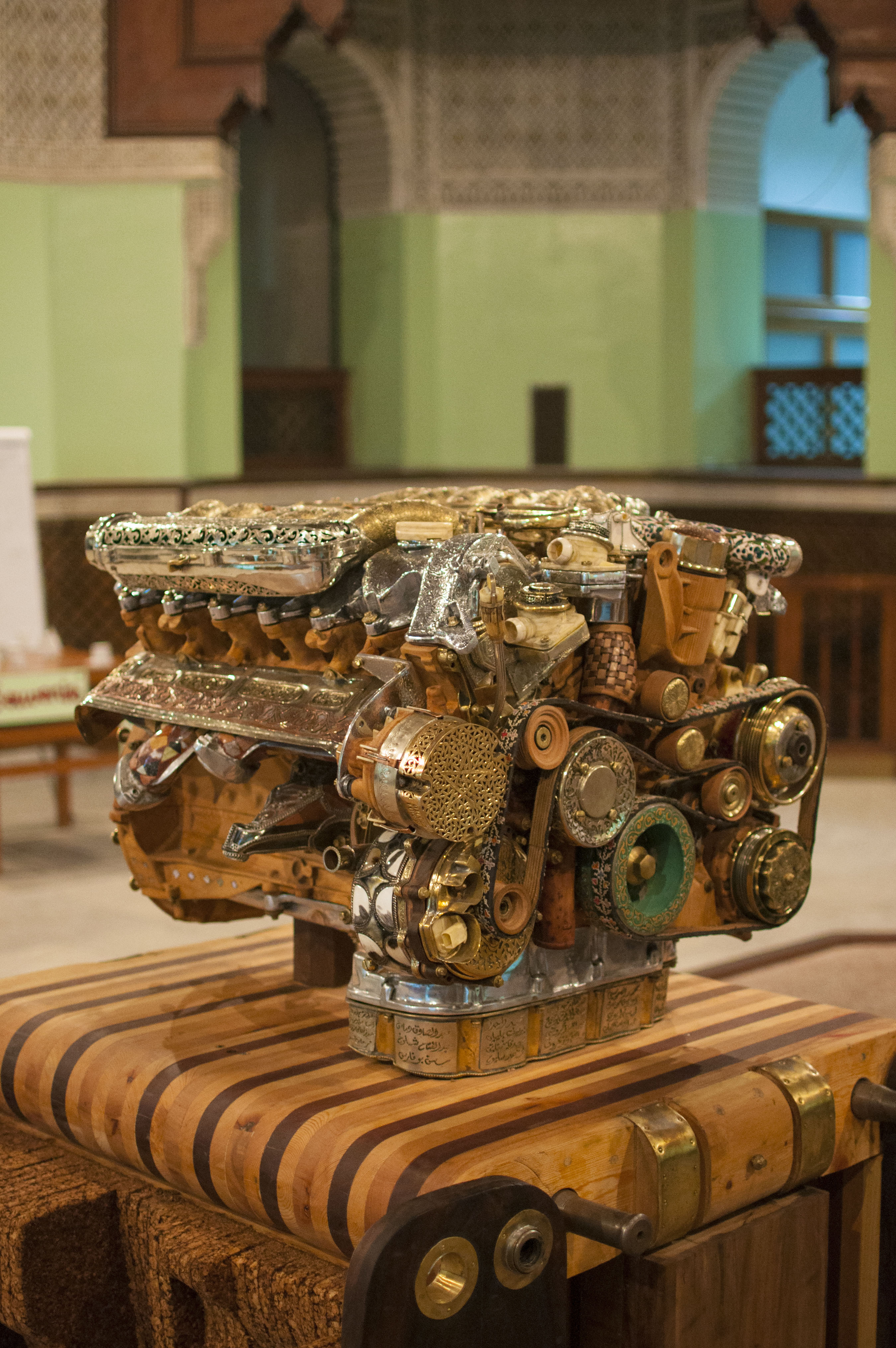
بنك المغرب للفنان إريك فان هوف

«خرائط الغناء والألحان الأساسية» برعاية كلارا مايستر بالتعاون مع STIFF وKamarStudios والموسيقيين المغاربة. Freq_out 10 بتكليف من Thyssen-Bornemisza Art Contemporary (www.tba21.org)
الفنانون
Adriana Lara - Agnes Meyer-Brandis - Anne Verhoijsen - Asim Waqif - Burak Arikan - Can & Asli Altay - Cevdet Erek - Charif Benhelima - Eric Van Hove - Gabriel Lester - Ghita Khamlichi - Hamid El Kanbouhi - Hamza Halloubi - Hassaan Kahnder & Ibtesan - هبة خمليشي - هشام برحود - إيمان عيسى - جليلي اتيكو - JG ثيرلويل - القادر عطية - كاتارينا زيلدجار - كاتينكا بوك - كيرين سيتر - خالد سبسابي - ليلي راينود ديوار - الحد الأقصى بوفطحال - محمد أرجدال - منيرة الصلح - مصطفى أكريم - باميلا روزنكرانز - باتريك وقميني - رندة مروفي - سعدان عفيف - ساندرا نيسين - راديو صوت (يونس بابا علي وآنا ريموندو) - سعود محجوب - شزاد داود - تالا مدني - العاري - وفاء حلوش الكريستي - وليد رعد - ياسين بالبزيوي رحمون - زينب خمليشي.
FREQ_OUT 10
آنا سييه بي جي نيلسن - براندون لابيل - كارل مايكل فون هوسولف - كريستين أودلوند - فرانز بوماسي - جاكوب كيركيغارد - جي جي ثيرلويل - استوديوهات كامار - كنت تانكريد - ليف إي. بومان - ليف الجرين - مايا أورستاد - مايك هاردينج - بيتيري نيسونين - تومي جرونلوند.
السينما والفيديو
برعاية جمال عبد النصار. تناولت السينما والفيديو إبداعات معاصرة من شمال إفريقيا في حوار مع مناطق أخرى. ولا سيما إفريقيا جنوب الصحراء والشرق الأوسط. بمشاركة المؤسس الرائد لمهرجان تركيب الفيديو Casaprojecta، جمال عبد النصار. كان تركيب الفيديو كواصلة بين الفيلم والفن المرئي وفن الأداء حاضراً للغاية في هذه النسخة. تم الجمع بين عروض الأفلام والمائدة المستديرة من خلال تفويض انتقائي إلى Cinematheque de Tanger الأسطوري. مع كارت أبيض إلى La Cinematheque de Tanger.
المشاركون
أمير روان - حسن دراسي - هشام عيوش - إسماعيل العراقي - محمد الباز - محمد لولي - سكينة هاشم - ياقوت قباج - ياسمين حجي - يوسف أوشره.
المؤلفات

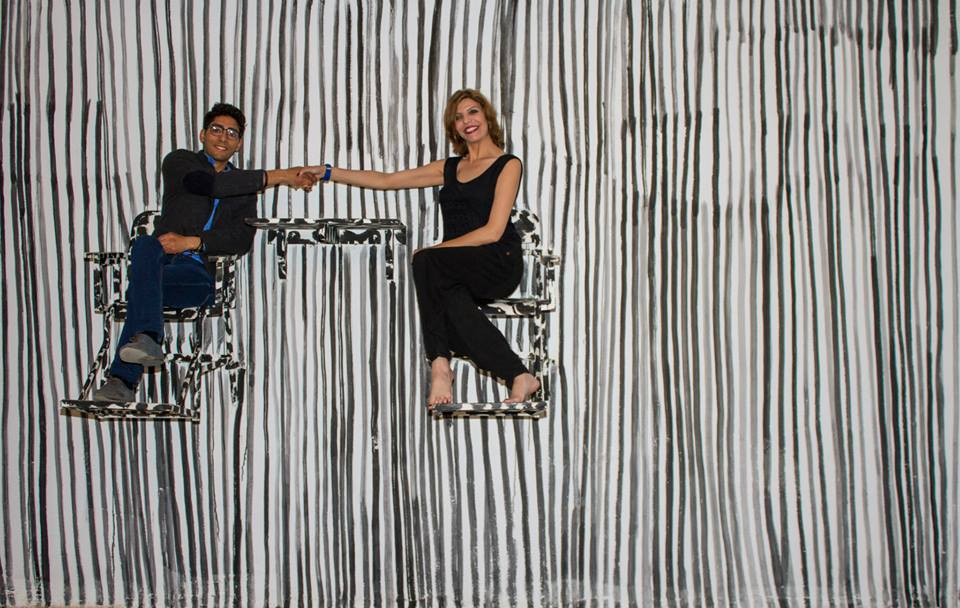
الفنانة المغربية لطيفة أحرار وعضوة فريق مهرجان الفنوه تتفاعل مع فن الفنان المغربي حميد القنبوحي

بقيادة الكاتب والمؤلف المسرحي المغربي إدريس كسيكيس، عزز النظام الأدبي الوصول إلى الفضاء العام من خلال سلسلة من الموائد المستديرة وكذلك المحاضرات الأدائية التي تربط بين فن الأداء والأدب. وقعت هذه الأحداث في المسرح الملكي. وهو مسرح متنازع عليه ودار أوبرا شُيدت في أواخر السبعينيات لكنها لم تستخدم أبدًا على هذا النحو. كان أيضًا المكان الرئيسي للنسخة السابقة من مهرجان الفنون في مراكش. كما أقيم قسم الأدب في رياض دينيس ماسون، منزل أول امرأة ترجمت القرآن إلى الفرنسية ودار الشريفة، أحد أقدم دور المدينة المنورة. أخيرًا، افتُتح المعرض على أكبر مساحة عامة في المدينة حيث اندمج مع معرض الفن المرئي في الساحة الرئيسية جامع الفنا. مزجًا بين الجديد والقديم.
المشاركون
عبد المجيد عريف - عائشة البلوي - علي الصافي - أسماء المرابط - غالب بن الشيخ - حمزة بولعز - إيمان الزروالي - جواد السناني - لطيفة أحرار - مايكل ويليس - محمد صغير جنجر - منية بناني يوسف - أولفا الشريبي - منير بن صالح سعيد بوفطاس - سلوى زرهوني - سناء العجي - سيمحمد فتاقة - صوفيا هادي - الطيب بلغازي - إيف غونزاليس - كويجانو.
الفنون التمثيلية
نظم الفنون المسرحية مؤسس مهرجان الفضاء العام في مراكش خالد تامر. مهرجان الفضاء العام بمراكش. لقد أنشأ نشرة تعيد تصور علاقات الفضاء العام لكل من الغرباء والمواطنين بين عدة أماكن في البينالي. يتم تنظيم هذه الحركة كحوار بين المعاصر والتقليدي. ويربط بين المنطقتين اللتين أقيم فيهما البينالي: المساحة الأكثر تقليدية للمدينة المنورة ومنطقة كليز الحديثة. وهي المنطقة الأولى التي تم بناؤها خارج تحصين المدينة المنورة ابتداءً من عام 1913. الغرض الرئيسي من هذا التوزيع في الفضاء العام هو دعوة الجمهور الفوري والعفوي للمشاركة في البينالي (مهرجان الفنون) من خلال ربط الأماكن الرئيسية.
المشاركون
مجموعة "Les Scotcheurs Eclaires" - Philippe Allard et M'Barek Bouhchichi - Sandrine Dole

## وصلات خارجية
- مهرجان الفنون في مراكش 2005 الموقع الرسمي
- AiM Liberatum Website